# Kasteel Pettingen
Kasteel Pettingen (Frans: Château de Pettange, Luxemburgs: Waasserbuerg Pëtten) is een voormalig kasteel in de Luxemburgse plaats Pettingen. Het is een waterburcht die dateert uit de 10e eeuw. In 1684 is het kasteel beschoten door de troepen van Lodewijk XIV. Tegenwoordig zijn er slechts twee hoektorens en een deel van de vestingmuur over.

## Geschiedenis
Toen het kasteel in de 10e eeuw gebouwd werd, heette het 'Pittigero Mazini', tot het in de 13e eeuw de naam 'Kasteel Pettingen' kreeg.
De Heren van Pettingen onderhielden nauwe betrekkingen met de heersers van die tijd. Zo waren zij aanwezig bij het huwelijk van Ermesinde II van Namen, bij de kroning van Hendrik IV van Frankrijk, en bij het sluiten van het huwelijkscontract van Jan de Blinde. Aan het begin van de 14e eeuw huwde Arnold van Pettingen met Marguerite van Rousy, een achterkleindochter van Ermesinde. Hun kleindochter Irmengard trouwde met Jan van Créhange.
In de 15e eeuw vocht Jan van Pettingen aan de kant van René II van Lotharingen tegen Karel de Stoute. Als wraakneming verwoestte Karel hierop het kasteel Pettingen. De schatten hierin werden in 1494 geconfisqueerd door de gouverneur van Luxemburg. Als gevolg van een uitspraak van de Grote Raad van Mechelen in 1503 werd de helft van de schatten teruggegeven en werd het kasteel hersteld. In 1571 werden de vier hoektorens toegevoegd.
In 1684 beschoten de troepen Lodewijk XIV het kasteel, waardoor het de ruïne werd die het nu nog is. De resten waren eigendom van het huis van Créhange. Door overerving gingen ze over naar de graven van La Pérouse. Hun afstammelingen verkochten het kasteel in 1837 aan het Huis Arenberg. In 1910 haalde de prins van Arenberg alles van waarde uit het kasteel. In 1920 zakte de zuidelijke muur in elkaar.

## Moderne tijd
Sinds 20 januari 1939 staat het kasteel op de lijst van geclassificeerde monumenten in Luxemburg. Tegenwoordig zijn er slechts twee hoektorens en een deel van de vestingmuur over. Het terrein meet 30 bij 30 meter. Ook is de 15 meter brede slotgracht nog te herkennen. Deze werd gevoed door de beek Weillerbach, die uitkomt in de Alzette.
De ruïnes zijn onlangs gerestaureerd, en zijn voor het publiek te bezichtigen.